# Efim Zelmanov

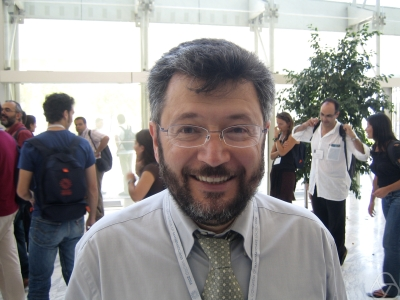
Efim Zelmanov 2006

Efim Zelmanov (eigentlich russisch Ефим Исаакович Зельманов Jefim Isaakowitsch Selmanow, wiss. Transliteration Efim Isaakovič Zel'manov; * 7. September 1955 in Chabarowsk) ist ein russischer Mathematiker, der sich vor allem mit Algebra beschäftigte (nicht-assoziative Algebren, Gruppentheorie) und 1994 mit der Fields-Medaille ausgezeichnet wurde.

## Karriere
Zelmanov studierte an der Staatlichen Universität in Nowosibirsk, seinen Diplomabschluss machte er 1977. Danach begann er an der gleichen Universität zu unterrichten und seine eigenen Forschungen weiterzuführen. 1981 promovierte er bei Leonid Bokut mit der Arbeit über Jordan-Algebren unendlicher Dimension.
1980 wurde Zelmanov zum Juniorwissenschaftler am Nowosibirsker Institut der Mathematik der Akademie der Wissenschaften der UdSSR ernannt. 1985 habilitierte er und wurde 1986 zum hauptamtlichen Forscher befördert. 1990 ging er in die USA und wurde Professor an der Universität von Wisconsin–Madison. 1994 ging er an die Universität von Chicago und im folgenden Jahr an die Yale-Universität. 1996 war er Gründungsdirektor der „School of Mathematics“ des Korea Institute for Advanced Study in Seoul. Zurzeit (2013) ist er Professor an der University of California in San Diego und Distinguished Professor am Korea Institute for Advanced Study.

## Forschung
Zelmanov ist vor allem bekannt für seine Lösung des „eingeschränkten Burnside-Problems“ in der Gruppentheorie. Das „klassische Burnside-Problem“ fragt danach, ob endlich erzeugte Gruppen, deren sämtliche Elemente endliche Ordnung haben, endlich sind. Das „eingeschränkte Burnside-Problem“ fragt danach, ob es endlich viele endliche Gruppen G gibt, die endlich erzeugt (m Generatoren) sind und deren Elemente die Ordnung n haben (genauer wird nach einer Schranke für die Ordnung von G, abhängig nur von n, m gefragt). Dieses Problem wurde in den 1930er Jahren formuliert und für prime n schon von Alexei Kostrikin in den 1950er Jahren behandelt. Zelmanov löst das Problem für beliebige n. Er zeigte, dass es eine solche Schranke gibt.

## Preise und Mitgliedschaften
Für seine hervorragenden Leistungen in der Mathematik erhielt Zelmanov neben der Fields-Medaille zusätzlich 1991 die Medaille des Collège de France und im Mai 1996 den André-Aisenstadt-Preis. 1983 war er Invited Speaker auf dem Internationalen Mathematikerkongress in Warschau (On the theory of Jordan algebras) und 1990 in Kyōto (On the restricted Burnside problem). Er ist Fellow der American Mathematical Society und der American Academy of Arts and Sciences (1997) sowie Mitglied der National Academy of Sciences (2001). Außerdem ist er Mitglied der European Academy of Sciences (2003), der königlich spanischen Akademie der Wissenschaften (2001) und der Korean Academy of Science and Technology (2008).  Er ist mehrfacher Ehrendoktor (Universität Hagen, Universität Oviedo, University of Alberta, Queen*s University Belfast).
2007/08 und 2008/09 war er im Abel-Preis-Komitee.

## Werke (Auswahl)
- Prime Jordan algebras. Sibirsk. Mat. Zh. 24 (1983), no. 1, 89–104
- mit K. McCrimmon: The structure of strongly prime quadratic Jordan algebras. Adv. in Math. 69 (1988), no. 2, 133–222.
- Solution of the restricted Burnside problem for groups of odd exponent. russisch: Izv. Akad. Nauk SSSR Ser. Mat. 54 (1990), no. 1, 42--59, 221; englische Übersetzung: Math. USSR-Izv. 36 (1991), no. 1, 41–60
- Solution of the restricted Burnside problem for 2-groups. russisch: Mat. Sb. 182 (1991), no. 4, 568–592; englische Übersetzung: Math. USSR-Sb. 72 (1992), no. 2, 543–565
- On periodic compact groups. Israel J. Math. 77 (1992), no. 1–2, 83–95.
- Nil rings and periodic groups. Mit einem Vorwort von Jongsik Kim. KMS Lecture Notes in Mathematics. Korean Mathematical Society, Seoul, 1992. x+79 pp.
- mit G. Benkart: Lie algebras graded by finite root systems and intersection matrix algebras. Invent. Math. 126 (1996), no. 1, 1–45.
- mit M. L. Racine: Simple Jordan superalgebras with semisimple even part. J. Algebra 270 (2003), no. 2, 374–444.